# SV Informatik
Die SV Informatik GmbH ist ein IT-Dienstleister mit Hauptsitz in Mannheim, der sich auf IT-Lösungen für die Versicherungsbranche spezialisiert. Das Unternehmen ist eine Tochtergesellschaft der SV SparkassenVersicherung und bietet Dienstleistungen von der Entwicklung sowie Betreuung von Anwendungen bis hin zum Betrieb von IT-Systemen an.

## Unternehmensgeschichte
(Quelle: SV Informatik)
Die SV Informatik GmbH wurde im Jahr 1994 gegründet, indem die IT-Abteilung aus der SV SparkassenVersicherung ausgegliedert wurde. Ziel war es, einen eigenständigen IT-Dienstleister zu schaffen, der die digitalen Prozesse innerhalb der Versicherungsgruppe effizienter gestaltet und modernisiert.
Die Aufteilung in zwei Hauptbereiche: Anwendungsentwicklung und IT-Betrieb war nur kurzfristig, weil sie Koordination und Effizienz infrage stellte. Für eine ganzheitliche IT-Strategie wurden sie wieder vereint.
Schließlich wurde die SV Informatik GmbH als eigenständiges Unternehmen mit der SV SparkassenVersicherung als alleinigem Gesellschafter neu aufgestellt. In den Folgejahren trieb das Unternehmen die Digitalisierung voran, indem es IT-Strukturen modernisierte und zunehmend auf agile Entwicklungsmethoden setzte. Mit der Abschaltung des letzten Großrechners im Jahr 2011 wurde die Umstellung auf eine reine Client-Server-Architektur abgeschlossen.
Ab 2014 begann das Unternehmen mit der Einführung einer serviceorientierten Architektur (SOA) und dem Aufbau eines kanonischen Datenmodells, das als Basis für eine effizientere IT-Infrastruktur diente. 2015 folgte die offizielle Positionierung als Full-Service-IT-Dienstleister für die SV SparkassenVersicherung, wodurch das Unternehmen ein breites Leistungsspektrum von der Softwareentwicklung bis zum IT-Betrieb abdeckte.
In einer organisatorischen Neuausrichtung führte das Unternehmen 2023 in mehreren Bereichen eine Matrixorganisation ein. Im Jahr 2024 feierte die SV Informatik ihr 30-jähriges Bestehen.

## Unternehmensführung
Die SV Informatik GmbH wird von Frank Luley als Geschäftsführer geleitet.

## Standorte
An den fünf Standorten des Unternehmens in Mannheim, Stuttgart, Kassel, Wiesbaden und Dresden sind insgesamt rund 500 Mitarbeitende tätig.